# Italia ai Giochi della XV Olimpiade
L'Italia partecipò ai Giochi della XV Olimpiade svoltisi ad Helsinki dal 19 luglio al 3 agosto 1952, con una delegazione di 227 atleti.

## Medaglie

### Medagliere per discipline[3]
| Sport            | Oro | Argento | Bronzo | Totale |
| ---------------- | --- | ------- | ------ | ------ |
| Scherma          | 3   | 4       | 1      | 8      |
| Ciclismo         | 2   | 2       | 1      | 5      |
| Pugilato         | 1   | 1       | 1      | 3      |
| Atletica leggera | 1   | 1       | 0      | 2      |
| Vela             | 1   | 0       | 0      | 1      |
| Lotta            | 0   | 1       | 0      | 1      |
| Pallanuoto       | 0   | 0       | 1      | 1      |
| Totale           | 8   | 9       | 4      | 21     |

### Medaglie
| Medaglia | Nome | Sport            | Evento                              |
| -------- | --- | ---------------- | ----------------------------------- |
| Oro      | Pino Dordoni                                                                                            | Atletica leggera | Marcia 50 km                        |
| Oro      | Aureliano Bolognesi                                                                                     | Pugilato         | Pesi Leggeri (fino a 60 kg)         |
| Oro      | Enzo Sacchi                                                                                             | Ciclismo         | Velocità                            |
| Oro      | Loris Campana Mino De Rossi Guido Messina Marino Morettini                                              | Ciclismo         | Inseguimento a squadre              |
| Oro      | Edoardo Mangiarotti                                                                                     | Scherma          | Spada individuale maschile          |
| Oro      | Roberto Battaglia Franco Bertinetti Giuseppe Delfino Dario Mangiarotti Edoardo Mangiarotti Carlo Pavesi | Scherma          | Spada a squadre maschile            |
| Oro      | Irene Camber                                                                                            | Scherma          | Fioretto individuale femminile      |
| Oro      | Nicolò Rode Agostino Straulino                                                                          | Vela             | Classe star                         |
| Argento  | Adolfo Consolini                                                                                        | Atletica leggera | Lancio del disco maschile           |
| Argento  | Sergio Caprari                                                                                          | Pugilato         | Pesi Piuma (fino a 57 kg)           |
| Argento  | Marino Morettini                                                                                        | Ciclismo         | Chilometro da fermo                 |
| Argento  | Dino Bruni Gianni Ghidini Vincenzo Zucconelli                                                           | Ciclismo         | Gara in linea a squadre             |
| Argento  | Edoardo Mangiarotti                                                                                     | Scherma          | Fioretto individuale maschile       |
| Argento  | Dario Mangiarotti                                                                                       | Scherma          | Spada individuale maschile          |
| Argento  | Giancarlo Bergamini Manlio Di Rosa Edoardo Mangiarotti Renzo Nostini Giorgio Pellini Antonio Spallino   | Scherma          | Fioretto a squadre                  |
| Argento  | Gastone Darè Roberto Ferrari Renzo Nostini Giorgio Pellini Vincenzo Pinton Mauro Racca                  | Scherma          | Sciabola a squadre                  |
| Argento  | Ignazio Fabra                                                                                           | Lotta            | Greco-Romana Pesi Mosca (48-52 kg)  |
| Bronzo   | Bruno Visintin                                                                                          | Pugilato         | Pesi Super Leggeri (fino a 63,5 kg) |
| Bronzo   | Italia                                                                                                  | Pallanuoto       | Torneo Maschile                     |
| Bronzo   | Antonio Maspes Cesare Pinarello                                                                         | Ciclismo         | Tandem                              |
| Bronzo   | Manlio Di Rosa                                                                                          | Scherma          | Fioretto individuale maschile       |

### Plurimedagliati
| Nome                | Sport             | Oro | Argento | Bronzo | Totale |
| ------------------- | ----------------- | --- | ------- | ------ | ------ |
| Edoardo Mangiarotti | Scherma           | 2   | 2       | 0      | 4      |
| Dario Mangiarotti   | Scherma           | 1   | 1       | 0      | 2      |
| Marino Morettini    | Ciclismo su pista | 1   | 1       | 0      | 2      |

## Risultati

### Calcio
| Atleta | Classifica |                   |
| --- | --- | ----------------- |
| V · D · M Nazionale olimpica italiana · Calcio ai Giochi Olimpici Estivi 1952 1 Bugatti · 2 Corradi · 3 Cardarelli · 4 Neri · 5 Azzini · 6 Venturi · 7 Boniperti · 8 Pandolfini · 9 Vivolo · 10 Gimona · 11 La Rosa · 12 Giorcelli · 13 Mariani · 14 Cadé · 15 Rota · 16 Biagioli · 17 Fontanesi · 18 Viciani · 19 Ferrario · CT : Meazza | 9° |                   |
| Nazionale olimpica italiana · Calcio ai Giochi Olimpici Estivi 1952 | |                   |
| 1 Bugatti · 2 Corradi · 3 Cardarelli · 4 Neri · 5 Azzini · 6 Venturi · 7 Boniperti · 8 Pandolfini · 9 Vivolo · 10 Gimona · 11 La Rosa · 12 Giorcelli · 13 Mariani · 14 Cadé · 15 Rota · 16 Biagioli · 17 Fontanesi · 18 Viciani · 19 Ferrario · CT: Meazza                                                                                | 1 Bugatti · 2 Corradi · 3 Cardarelli · 4 Neri · 5 Azzini · 6 Venturi · 7 Boniperti · 8 Pandolfini · 9 Vivolo · 10 Gimona · 11 La Rosa · 12 Giorcelli · 13 Mariani · 14 Cadé · 15 Rota · 16 Biagioli · 17 Fontanesi · 18 Viciani · 19 Ferrario · CT: Meazza | Italia (bandiera) |

### Pallacanestro
| Atleta | Classifica |
| --- | ---------- |
| V · D · M Nazionale italiana - Pallacanestro ai Giochi della XV Olimpiade 3 Bongiovanni · 4 Cerioni · 5 Ranuzzi · 6 Marelli · 7 Rapini · 8 Presca · 9 Pagani · 10 Ferriani · 11 Marietti · 12 Zucchi · 13 Stefanini · 15 Damiani · 16 Canna · All. Vittorio Tracuzzi | 17°        |
| Nazionale italiana - Pallacanestro ai Giochi della XV Olimpiade |            |
| 3 Bongiovanni · 4 Cerioni · 5 Ranuzzi · 6 Marelli · 7 Rapini · 8 Presca · 9 Pagani · 10 Ferriani · 11 Marietti · 12 Zucchi · 13 Stefanini · 15 Damiani · 16 Canna · All. Vittorio Tracuzzi                                                                           |            |

### Pallanuoto
| Atleta | Classifica |                   |
| --- | --- | ----------------- |
| V · D · M Nazionale maschile italiana di pallanuoto · Giochi olimpici - Helsinki 1952 Arena · Ceccarini · De Sanzuane · Gambino · Gionta · Mannelli · Ognio · Peretti · Rubini · Traiola · Polito · CT : Mario Majoni | Bronzo |                   |
| Nazionale maschile italiana di pallanuoto · Giochi olimpici - Helsinki 1952 | |                   |
| Arena · Ceccarini · De Sanzuane · Gambino · Gionta · Mannelli · Ognio · Peretti · Rubini · Traiola · Polito · CT: Mario Majoni                                                                                        | Arena · Ceccarini · De Sanzuane · Gambino · Gionta · Mannelli · Ognio · Peretti · Rubini · Traiola · Polito · CT: Mario Majoni | Italia (bandiera) |